# بابونه کرجی
بابونه کرجی (نام علمی: Anthemis brachystephana) نام یک گونه از سرده بابونه است.